# 1678 en santé et médecine
| Années de la santé et de la médecine : 1675 - 1676 - 1677 - 1678 - 1679 - 1680 - 1681    |
| Décennies de la santé et de la médecine : 1640 - 1650 - 1660 - 1670 - 1680 - 1690 - 1700 |

Cet article présente les faits marquants de l'année 1678 en santé et médecine.

## Événements
- 27 novembre : les habitants de Peyrilles, en Quercy signent un contrat par lequel ils remettent un fonds de cent livres à Durand Blaty, médecin, qui s'oblige « à servir fidèlement les habitants, visiter les malades à toute heure quand il sera appelé et donner son ordonnance, sans qu'il puisse exiger un autre salaire que le fonds susdit[1] ».

## Publications
- Caspar Bartholin le Jeune publie son De ovariis mulierum[2], qui contient la « description des glandes du vagin qui porteront son nom[3] ».
- Daniel Duncan (1659-1735) publie son  Explication nouvelle et mécanique des actions animales[4], dans laquelle, reprenant les travaux publiés par Domenico Marchetti (1625-1688) en 1652, il introduit en anatomie le procédé qui permet de distinguer les artères et les veines par injection de colorants contrastés[5],[6].
- 1678-1679 : parution en deux volumes du Dictionnaire pharmaceutique de De Meuve[7].

## Naissances
- 15 janvier : Lapeyronie (mort en 1747), Premier chirurgien et confident du roi Louis XV[8].
- 31 mars : Christian-Maximilien Spener (mort en 1714), médecin et héraldiste allemand[9].
- Augustin Lippi (mort en 1705) : médecin, botaniste et explorateur français d'origine italienne[10].

## Décès
- Marc Barot (né en 1615), professeur d'anatomie et de chirurgie de l'université de Pont-à-Mousson, deuxième titulaire de la chaire que son père, Pierre Barot († 1660), avait inaugurée[11].
- Nicolaas Hoboken (né en 1632), professeur de médecine et de mathématiques hollandais d'origine allemande[12].